# Zhang Jindong
Zhang Jindong (張近東T, 张近东S, Zhāng JìndōngP; Tianchang, 28 marzo 1963) è un imprenditore e dirigente d'azienda cinese, fondatore e presidente onorario di Suning.com, una delle più importanti società cinesi nel settore della vendita al dettaglio.
Tramite Suning Holdings Group opera anche nei settori immobiliare, media, intrattenimento, investimenti, sport e servizi finanziari, e si dedica a servire oltre 600 milioni di clienti in tutto il mondo con oltre 280 000 dipendenti. Si colloca tra le prime 500 imprese private cinesi nel 2020 con un fatturato di 665,26 miliardi di RMB cinesi (pari a oltre 102 miliardi di dollari statunitensi).
Secondo la rivista statunitense Forbes, il suo patrimonio personale è stimato in 7,4 miliardi di dollari, mentre nel 2021, secondo il centro di ricerca cinese Hurun, la sua fortuna ammonterebbe a 14 miliardi di dollari, che ne farebbero il 170° uomo più ricco del mondo e il 40º uomo più ricco della Cina.
È impegnato attivamente in politica attraverso il Partito Comunista Cinese, e dal 2018 è stato delegato al XIII Congresso nazionale del popolo.
Suo figlio Steven Zhang è stato presidente dell'Inter.

## Biografia
È nato nel 1963 in Cina, ad Anhui, la più povera delle province nel corso del Fiume Azzurro dell'est. Dopo essersi laureato in letteratura cinese all'Università di Nanchino, ha lavorato in una fabbrica di tessuti dal 1985 al 1989. Nel 1990 decide di cambiare strada e di mettersi in proprio poco lontano da casa, aprendo con il fratello Zhang Guiping un negozio di elettrodomestici.
Mentre il fratello si sposta nel settore immobiliare, Zhang Jindong espande progressivamente la sua attività grazie a intelligenti accordi di distribuzione e produzione; il negozio si trasforma in Suning.com, precedentemente Suning Commerce Group, multinazionale da 13 000 negozi (al 2019) e 130 455 dipendenti tra Cina, Giappone e Hong Kong che opera nel settore della vendita al dettaglio di elettrodomestici e prodotti elettronici. Quotata alla Borsa di Shenzhen dal 2004.
Suning.com è stato classificato come il più grande rivenditore omnicanale della Cina, e nel 2019 è stato classificato il marchio di vendita al dettaglio più prezioso in Cina da World Brand Lab, con un valore totale del marchio di 39 093 miliardi di dollari, e un reddito operativo di oltre 37 miliardi di dollari. È stata la prima società straniera di sviluppo e ricerca a posizionarsi nella Silicon Valley nel 2013, ed è proprietaria del 20% di tutto il mercato cinese dei prodotti elettronici.
Tra le proprietà attuali di Zhang Jindong c'è anche PPTV, popolare televisione online cinese che trasmette soprattutto show ed eventi sportivi in cui il ricco imprenditore ha investito oltre 350 milioni di euro. Nel gennaio del 2017 PPTV acquista i diritti per trasmettere la Premier League in Cina nei successivi tre anni per la cifra di 564 milioni di sterline.
Oltre a Suning e a PPTV Zhang Jindong ha investito anche in una società online di servizi di fornitura di materie prime, la Citicall (鐳射T, LéishèP), società di commercio al dettaglio con base ad Hong Kong, nella Laox, società di commercio al dettaglio, e nella Red Baby, azienda dedicata ai prodotti per bimbi e mamme. Nel gennaio 2016 si è conclusa una transazione con Alibaba, colosso dell’e-commerce gestito da Jack Ma, che ha portato quest’ultimo a possedere il 20% di Suning e Zhang a possedere l’1,1% di Alibaba.
Il 28 giugno 2016, tramite Suning Holdings Group, ha rilevato il 68,55% delle quote dell'Inter - detenute da Erik Thohir e Massimo Moratti per un controvalore di 128 milioni di euro - diventandone così l'azionista di maggioranza. Secondo la rivista Forbes, al 2019 è nono nella classifica dei proprietari di club più ricchi con un patrimonio di 6,8 miliardi di dollari.
Nel luglio del 2021 vende il 16,96% di Suning.com a un consorzio di investitori (tra cui Alibaba, Xiaomi) guidato dal Comitato di gestione patrimoniale dello stato di Nanchino e dal governo provinciale di Jiangsu dopo si dimette da membro del comitato strategico del CdA di Suning.com restando solo come presidente onorario e indicando come amministratore delegato indipendente il figlio Steven.